# 秋田県道・山形県道73号雄勝金山線
秋田県道・山形県道73号雄勝金山線（あきたけんどう・やまがたけんどう73ごう おがちかねやません）は、秋田県湯沢市から山形県最上郡金山町に至る県道（主要地方道）である。

## 概要

### 路線データ
- 総延長 : 不明
  - 秋田県側：10.083 km[2]
  - 山形県側：不明
- 実延長 : 不明
  - 秋田県側 : 4.037 km[2]
  - 山形県側：不明
- 起点 : 秋田県湯沢市秋ノ宮字桑沢28番1地先（国道108号交点）[3]
- 終点 : 山形県最上郡金山町（国道13号交点）[3]
- 未供用区間
  - 秋田県側 : 湯沢市秋ノ宮字役内山国有林68林班ま小班からり1小班まで[4]6,046 m[2]

## 歴史
- 1976年（昭和51年）4月13日 - 秋田県が秋田県道に認定する[3]。
- 1993年（平成5年）5月11日 - 建設省から、県道雄勝金山線が雄勝金山線として主要地方道に指定される[5]。
- 2014年（平成26年）3月25日 - 秋田県が通行不能区間の湯沢市秋ノ宮字役内山国有林68林班ま小班からり1小班までの供用を廃止し、未供用区間にする[4]。

## 路線状況

### 冬期閉鎖区間
秋田県側
- 区間 : 湯沢市秋ノ宮字太平・地内
  - 期日 : 11月中旬 - 5月中旬

山形県側
- 不明

### 交通不能区間
秋田県側
- 湯沢市秋ノ宮大平 - 秋ノ宮役内山国有林（6,046m）

山形県側
- 最上郡金山町国有林 - 山形県最上郡金山町有屋（神室ダム）

## 地理
有屋峠
- 秋田県湯沢市秋の宮 - 山形県最上郡金山町有屋（通説）

通説の道筋はほぼ本県道の未開通区間に並行し、大野東人による官道開削以来、久保田藩（秋田藩）によって雄勝峠が整備されるまでは、出羽国を結ぶ主要街道であったといわれる。最上義光による稲庭城攻めなどで、何度も歴史上の舞台になった。
現代では、神室ダムから神室山に向かう登山道となっているが、登山道としてもメインルートではないため、廃道化がひどい。
- 秋田県湯沢市秋の宮 - 山形県最上郡金山町入有屋（新説・有屋峠街道）

2007年 - 2008年の調査では、黒森 - 檜木森 - 鉤掛森を経由し、入有屋へ通る道が本来の峠道であったとされた。通説の道は勾配があり、馬で峠を越えるのは事実上不可能であること、新説の有屋峠街道はまったく整備されていないにもかかわらず3メートル幅の道が現代でも存在することなどから、本来の街道だった可能性が高い。
竜馬山

### 通過する自治体
- 秋田県
  - 湯沢市
- 山形県
  - 最上郡金山町

### 交差する道路
| 施設名                                             | 接続路線名                | 備考 | 所在地                                                             |
| -------------------------------------------------- | ------------------------- | ---- | ------------------------------------------------------------------ |
|                                                    | 国道108号                 | 起点 | 秋田県湯沢市秋ノ宮字桑沢                                           |
| 〈秋田県側終点〉                                   |                           |      | 秋田県湯沢市秋ノ宮字役内山北緯38度57分12.95秒 東経140度28分18.05秒 |
| 秋田県・山形県境有屋峠【未供用区間・交通不能区間】 |                           |      |                                                                    |
| 〈山形県側起点〉 神室ダム                          |                           |      | 山形県最上郡金山町有屋北緯38度54分30.71秒 東経140度25分48.34秒     |
|                                                    | 山形県道323号稲沢下野明線 |      | 山形県最上郡金山町有屋北緯38度53分31.31秒 東経140度22分3.05秒      |
|                                                    | 国道13号                  | 終点 | 山形県最上郡金山町金山                                             |

### 沿線の施設
- 神室ダム
- 金山町役場